# يوردان أبوستولوف
يوردان أبوستولوف هو لاعب كرة قدم بلغاري في مركز الوسط، ولد في 30 نوفمبر 1989 في بلغاريا. لعب مع بوتيف فراتسا ونادي دوبرودزا دوبريتش.

## وصلات خارجية
- يوردان أبوستولوف على موقع قاعدة بيانات كرة القدم.إي يو (الإنجليزية)
- يوردان أبوستولوف على موقع Soccerway.com (الإنجليزية)